# Emil Ninu
Emil Ducu Ninu (n. 23 august 1986, Craiova) este un jucător de fotbal român, ce joacă pe postul de fundaș central pentru Maccabi Ahi Nazareth. S-a transferat la Steaua în vara anului 2007, de la FC Național. Tânărul fotbalist este un produs al Școlii de Fotbal „Gică Popescu” din Craiova. A evoluat pentru „roș-albaștri” doar în partidele din Cupa României în sezonul 2008–09. A mai trecut pe la CSS Craiova, Școala de Fotbal „Gică Popescu” și FC Național. În sezonul trecut a fost împrumutat la Gloria Bistrița, dar a revenit la Steaua în iunie 2009, fiind inclus în lotul condus de Cristiano Bergodi.